# Milena Gimón
Milena Gimón (sinh ngày 17 tháng 6 năm 1980) là nhà báo thể thao và cựu cầu thủ bóng đá người Venezuela, từng chơi cho CLB UCAS Spirit và Đội tuyển bóng đá nữ quốc gia Venezuela.

## Sự nghiệp

### Bóng đá
Milena Gimón sinh ngày 17 tháng 6 năm 1980. Cha cô hướng nghiệp bóng chày cho cô từ khi còn nhỏ, nhưng cô lại đam mê bóng đá. Cô theo học tại trường Los Campitos ở Caracas và học ngành Truyền thông xã hội tại Đại học Công giáo Andrés Bello. Ở đó, cô bắt đầu sự nghiệp bóng đá nữ chuyên nghiệp. Đội bóng này là tiền thân của đội UCAB Spirit khi Liên đoàn bóng đá Venezuela tổ chức giải [./https://en.wikipedia.org/wiki/Venezuelan_women's_football_championship Liga Amateur de Fútbol Femenino] bán chuyên nghiệp. Cô là một trong những cầu thủ được trả lương.
Gimón tham gia đội bóng đá quốc gia nữ Venezuela và thi đấu quốc tế ngày 9 tháng 4 năm 2003, trận ra mắt đấu với Ecuador và thua 2–0. Cô chỉ xuất hiện thêm một lần nữa trong đội tuyển quốc gia và thua 9–0 trước Colombia.

### Nhà báo
Gác lại sự nghiệp bóng đá, cô tham gia vào ngành báo chí truyền hình. Cô là bình luận viên đài DirecTV Sports ở khu vực Mỹ Latinh từ năm 2006, mặc dù cô không có kinh nghiệm truyền hình trước đây. Cô tham gia bình luận một số sự kiện thể thao quan trọng như FIFA World Cup và Thế vận hội Mùa hè 2012.